# Chiharu Igaya
Chiharu Igaya (Hokkaido, 20 de maio de 1931) é um ex-esquiador alpino japonês que participou de três edições de Jogos Olímpicos de Inverno. Atualmente é membro de órgãos esportivos japoneses e internacionais.
É membro do Comitê Olímpico Internacional desde 1982 e participou de vários processos de escolha de cidades-sede dos Jogos Olímpicos e em candidaturas.